# Borowikowo (Kaliningrad)
Borowikowo (russisch Боровиково, deutsch Szinkuhnen, 1936–1938 Schinkuhnen, 1938–1945 Schenkenhagen) ist eine Siedlung in der russischen Oblast Kaliningrad. Sie gehört zur kommunalen Selbstverwaltungseinheit Stadtkreis Nesterow im Rajon Nesterow.

## Geographische Lage
Borowikowo liegt im Nordosten der Rominter Heide an der Kommunalstraße 27K-074 von Kalinino (Mehlkehmen/Birkenmühle) zur Regionalstraße 27A-059 kurz vor der russisch-polnischen Grenze bei Żytkiejmy (Szittkehmen/Wehrkirchen), wo aber kein Übergang besteht. Bis 1945 bestand über die Station Nassawen (heute russisch: Lessistoje) Anschluss an die Bahnstrecke Gumbinnen–Goldap.

## Geschichte
Szinkuhnen war am 24. Juni 1874 eine der zehn Landgemeinden und Gutsbezirke, die den Amtsbezirk Jägersthal bildeten. Am 17. September 1936 wurde die Schreibweise der Gemeinde Szinkuhnen in Schinkuhnen geändert, und am 3. Juni 1938 (amtlich bestätigt am 16. Juli 1938) erfolgte die Namensänderung in Schenkenhagen. 
Schenkenhagen gehörte bis 1945 zu dem, inzwischen in Nassawen (russisch: Lessistoje) umbenannten Amtsbezirk, der zum Landkreis Stallupönen (1938–1945 Landkreis Ebenrode) im Regierungsbezirk Gumbinnen der preußischen Provinz Ostpreußen.
Im Jahre 1945 kam der Ort unter sowjetische Administration. Im Jahr 1947 erhielt er die russische Bezeichnung Borowikowo und wurde gleichzeitig dem Dorfsowjet Kalininski selski Sowet im Rajon Nesterow zugeordnet. Von 2008 bis 2018 gehörte Borowikowo zur Landgemeinde Tschistoprudnenskoje selskoe posselenije und seither zum Stadtkreis Nesterow.

### Einwohnerentwicklung
| Jahr | Einwohner |
| ---- | --------- |
| 1910 | 222       |
| 1933 | 208       |
| 1939 | 196       |
| 2002 | 24        |
| 2010 | 15        |

## Kirche
Vor 1945 gehörte die überwiegend evangelische Bevölkerung von Schinkuhen/Schenkenhagen zum Kirchdorf Mehlkehmen (1938–1946 Birkenmühle, heute russisch: Kalinino) im Kirchenkreis Stallupönen (1938–1946 Ebenrode, russisch: Nesterow) in der Kirchenprovinz Ostpreußen der Kirche der Altpreußischen Union. Der letzte deutsche Geistliche war Pfarrer Peter von Freyhold.
Während der Zeit der Sowjetunion waren kirchliche Aktivitäten untersagt. In den 1990er Jahren bildete sich in Kalinino erneut eine evangelische Gemeinde, die sich in die Propstei Kaliningrad der Evangelisch-Lutherischen Kirche Europäisches Russland (ELKER) eingliederte. Die zuständigen Geistlichen sind die Pfarrer der Salzburger Kirche in Gussew (Gumbinnen).